# 柴窝堡管委会
柴窝堡管委会，是中华人民共和国新疆维吾尔自治区乌鲁木齐市达坂城区下辖的一个类似乡级单位。

## 行政区划
柴窝堡管委会下辖以下地区：
管委会社区和白杨沟村。